# 효고현립 아카시니시 공원
아카시니시 공원(일본어: 明石西公園, あかしにしこうえん)은 효고현 아카시시에 있었던 현립 공원이다.
1995년 효고 현립 농업 시험장 철거지에서 만들어졌다.